# Petneháza, Szabolcs-Szatmár-Bereg
Petneháza  este un sat în districtul Baktalórántháza, județul Szabolcs-Szatmár-Bereg, Ungaria, având o populație de 1.874 de locuitori (2011). 

## Demografie
Componența etnică a satului Petneháza
     Maghiari (95,22%)
     Romi (4,78%)
Componența confesională a satului Petneháza
     Greco-catolici (31,38%)
     Reformați (28,5%)
     Romano-catolici (13,77%)
     Fără religie (1,71%)
     Necunoscută (24,49%)
     Atei (0,16%)
     Alte religii (3,68%)
Conform recensământului din 2011, satul Petneháza avea 1.874 de locuitori. Din punct de vedere etnic, majoritatea locuitorilor (95,22%) erau maghiari, cu o minoritate de romi (4,78%). Nu există o religie majoritară, locuitorii fiind greco-catolici (31,38%), reformați (28,5%), romano-catolici (13,77%) și persoane fără religie (1,71%). Pentru 24,49% din locuitori nu este cunoscută apartenența confesională.